# Close Enough
Close Enough era una serie de televisión animada creada por JG Quintel para HBO Max y Netflix para Latinoamérica. Inicialmente, la serie fue creada para TBS en 2017, pero después de que fue archivada, HBO Max se encargó de ella. JG Quintel creó anteriormente a Regular Show y fue el exdirector creativo de Flapjack para Cartoon Network. La serie actualmente no se encuentra ni en Netflix ni tampoco en HBO MAX

## Sinopsis
La serie se centra en una pareja adulta con su hija de cinco años y sus amigos divorciados que viven con ellos en un dúplex en Los Ángeles, California.

## Trama
Close Enough sigue a un variopinto grupo de compañeros de casa que viven en el lado este de Los Ángeles: la pareja casada Emily y Josh, su hija Candice de cinco años y sus mejores amigos divorciados Bridgette y Alex. Josh, Emily y sus mejores amigos están atravesando ese período de transición a los 30 en el que la vida se trata de crecer, pero no de envejecer, con el objetivo de dar el salto de los veinteañeros despreocupados a los profesionales adultos. Se trata de hacer malabarismos con el trabajo, los niños y los sueños latentes, mientras se esquiva a los caracoles que viajan en el tiempo, a los payasos desnudistas y a los maniquíes asesinos. Puede que su vida no sea ideal, pero por ahora, está lo suficientemente cerca,

## Episodios

### Temporada 1 (2020)
1. Quilty Pleasures
2. The Perfect House
3. Logan's Run'd
4. Room Parents
5. Skate Dad
6. 100% No Stress Day
7. Prank War
8. Cool Moms
9. Robot Tutor
10. Golden Gamer
11. So Long Boys
12. Clap Like This
13. First Date
14. Snailin' It
15. The Canine Guy

### Temporada 2 (2021)
1. Josh Gets Shredded
2. Meet The Frackers
3. Sauceface
4. Houseguest From Hell
5. Joint Break
6. Cyber Matrix
7. Haunted Couch
8. Man Up
9. Handy
10. Birthdaze
11. Time Hooch
12. World's Greatest Teacher
13. Where'd You Go, Bridgette?
14. The Erotic Awakening of A. P. LaPearle
15. Men Rock!
16. Secret Horse

## Producción
La serie había renovado para una tercera temporada en 2022, pero, por los problemas económicos de Warner Bros, la serie fue una víctima de la fusión entre Warner y Discovery y fue retirada del servicio de streaming HBO MAX, además, el acuerdo de distribución con Netflix había llegado a su fin, por lo que la serie fue retirada de los catálogos de ambas plataformas y posteriormente fue cancelada.

## Distribución
La serie, dividida en 15 episodios cortos, fue lanzada en su totalidad el 9 de julio de 2020, en los Estados Unidos en HBO Max. A nivel internacional, se lanzó posteriormente, agrupado en 8 episodios, el 14 de septiembre de 2020 y se lanzó en Netflix en Latinoamérica y se lanzó en agosto de 2020 en HBO y TNT (en el bloque de Adult Swim) para España.